# Ayn Rand
Ayn Rand (rojena kot Alisa Zinovjevna Rosenbaum), rusko-ameriška filozofinja, novelistka in scenaristka judovskega rodu, * 2. februar 1905, Sankt Peterburg, Ruski imperij (sedaj Rusija), † 6. marec 1982, New York, ZDA.
Najbolj je znana po dveh romanih, Izvir (The Fountainhead, 1943) in Atlas Shrugged (1957), v katerih je razvila svoj filozofski sistem, ki ga je imenovala objektivizem. Zagovarjala je razum kot edini način pridobivanja znanja in zavračala vero ter religijo. Močno je kritizirala večino njej znanih filozofij, razen Aristotla, Tomaža Akvinskega in klasičnih liberalcev. Njena politična stališča in promoviranje laissez-faire kapitalizma na osnovi individualnih pravic (ostro je nastopila proti kolektivizmu in etatizmu na eni in anarhizmu na drugi strani) so pomembno vplivali na ameriške konservativce.